# ХК Вардар
ХК „Вардар“ е хандбален клуб от Скопие, Северна Македония. Отборът е шапион в Шампионската лига по хандбал. Вардар е най-успешният отбор в страната, спечелил единадесет македонски шампионата и дванадесет македонски купи.
ХК „Вардар“ е собственик на спортен център „Яне Сандански“, където играе мачовете си.

## История
ХК „Вардар“ е основан през 1961 г. като част от Спортния клуб „Вардар“ в Скопие, основан през 1947 г.
Те са участвали в Шампионската лига на Европейската хандбална федерация пет пъти и най-добрият им резултат е спечелената титла през 2017 година. С изключение на 2005 г., когато заемат 4-то място, клубът е завършвал на първо или второ място в македонската Суперлига през последното десетилетие от 1999 г. насам. Те постигнаха рекорд в македонското първенство по хандбал, като спечелиха единадесетата си титла през 2017 г., а купата на страната дванадесет пъти. На 15 април 2012 г. Вардар побеждава Металург в Загребската арена, за да стане първият шампион на първенството на Югоизточната хандбална асоциация.
Сезонът 2016 – 17 е най-успешният за отбора, защото печели Шампионската лига на Европейската хандбална федерация и регионалната лига на Югоизточната хандбална асоциация, включително двете домашни първенства – македонската Супер лига за хандбал и Македонската купа за хандбал. Два дни след спечелването на Шампионската лига на ЕХФ екипът пристигна в Македония и отпразнува победата с около 150 000 души на централна церемония на площад „Македония“ в Скопие. Поради огромния успех, президента на Република Македония, Георге Иванов награждава ичграчите на отбора с медал за заслуги, особено за спечелването на титлата в Шампионската лига. Клубът е награден с Хартата на Република Македония.

## Постижения

### Вътрешни състезания
- Македонска суперлига по Хандбал

 Победител (11): 1998 – 99, 2000 – 01, 2001 – 02, 2002 – 03, 2003 – 04, 2006 – 07, 2008 – 09, 2012 – 13, 2014 – 15, 2015 – 16, 2016 – 17 , 2017–18, 2018–19
- Македонска купа по хандбал

 Победител (13): 1994, 1997, 2000, 2001, 2003, 2004, 2007, 2008, 2012, 2014, 2015, 2016, 2017, 2018 
- Македонска суперкупа по хандбал

 Победител (1): 2017, 2018, 2019